# Eloy Alfaro Delgado
José Eloy Alfaro Delgado (Montecristi, 25 de junho de 1842 – Quito, 28 de janeiro de 1912) foi um político e militar do Equador, líder da Revolução Liberal Equatoriana. Exerceu a presidência de seu país em duas ocasiões, de 1895 a 1901 e de 1906 a 1911.

## Carreira
Entre as principais conquistas de seus governos estão a finalização da linha férrea Quito-Guayaquil, a educação laica, a separação entre Igreja e Estado e a legalização do divórcio.
Seus 30 anos de batalhas e combate contra o conservadorismo equatoriano lhe rendeu a alcunha de "O Velho Lutador" (espanhol: El Viejo Luchador). Alfaro, máximo dirigente do Liberalismo Radical, chegou ao poder duas por meio de golpes executados por seus revolucionários (1895 e 1906).
Sua hegemonia na política se manteve até agosto de 1911, quando foi deposto em um golpe de Estado após negar entregar a presidência a Emilio Estrada Carmona. Em janeiro de 1912, meses após sua deposição, Alfaro e seus aliados foram assassinados na denominada Fogueira Bárbara no Parque "El Ejido", da cidade de Quito.